# Довгий, Алексей Владимирович
Алексе́й Влади́мирович До́вгий (укр. Олексій Володимирович Довгий; род. 2 ноября 1989, Киев) — украинский футболист, полузащитник сосновецкого «Заглембе».

## Ранние годы
Воспитанник киевского футбола. В ДЮФЛ провёл стартовый сезон (возраст U-14) за столичный «Локомотив», после чего перешёл в футбольную школу «Динамо».

## Клубная карьера
После окончания обучения чередовал выступления за «Динамо-2» в первой лиге с игрой за дублеров динамовцев в первенстве молодёжных команд. В 2008 году играл в аренде за столичных «армейцев», а на следующий сезон вновь вернулся во вторую динамовскую команду. Вторую часть сезона 2009/10 провёл в «Волыни», заняв с этой командой второе место в турнире первой лиги. В следующем сезоне Довгий стал победителем первой лиги, на этот раз с «Александрией». После завоевания места в высшем дивизионе тренер и президент «Александрии» Владимир Шаран и Николай Лавренко решили не менять костяк, а сделать ставку на игроков, которые и добились этого успеха и дали им шанс проявить себя.
В Премьер-лиге дебютировал 8 июля 2011 в игре против «Ворсклы». В высшем дивизионе в составе «Александрии» провёл 26 матчей, что стало вторым результатом команды в сезоне после вратаря Юрия Панькива. Футболист пользовался доверием и у Владимира Шарана, и у Леонида Буряка, и у Андрея Купцова. «Александрия» задержалась в Премьер-лиге всего на сезон. После её «вылета» за лидерами команды развернулась настоящая охота. Панькив и Гитченко ушли в «Арсенал», Довгий был приглашён в «Ильичёвец».
В первом сезоне за «ильичей» играл в основном за «молодёжку». Лишь начиная с октября 2013 года стал проводить на поле в матчах Премьер-лиги по 90 минут. В 2014 году мариупольскую команду из-за напряжённой военной ситуации в городе начали массово покидать игроки. В начале сентября из Мариуполя уехал и Довгий. В «Ильичёвце» ему предоставили статус свободного агента, и он занялся поисками нового клуба. Сначала работал с «Динамо-2» под руководством Хацкевича, потом ездил на просмотр в «Нюрнберг». После возвращения из Германии тренировался с донецким «Металлургом».
Весной 2015 года перешёл в харьковский «Металлист» на правах свободного агента. В клубе взял 2-й номер. Дебютировал за харьковскую команду 7 марта 2015 года в матче против донецкого «Шахтёра» и забил свой первый гол за новую команду. 21 января 2016 года стало известно, что Довгий находится на просмотре в «Ворскле», а 22 января футболист попрощался с «Металлистом». 23 января официально стал игроком полтавской «Ворсклы».
26 января 2021 года подписал контракт с клубом «Львов». Контракт рассчитан до июня 2022 года. 13 февраля 2021 года дебютировал за «Львов» в рамках Украинской Премьер-Лиги в выездном матче против «Миная» (2:1), выйдя на замену на 57-й минуте вместо Ивана Брикнера. 11 апреля 2021 года забил свой первый гол за «Львов», отличившись в выездном матче УПЛ против «Ворсклы» (1:2) на 73-й минуте.

## Международная карьера
Сыграл 41 матч за юношеские сборные Украины.

## Стиль игры
Одним из главных игровых достоинств Довгого является его универсализм. Алексей известен как опорный полузащитник, но также успешно может действовать в центре и на левом фланге обороны.